# The Chainsmokers
The Chainsmokers je duo amerických diskžokejů Alexe Palla a Andrewa Taggarta. Skladby spolu začali skládat v roce 2012 v New Yorku. Duo dosáhlo mezinárodního úspěchu se svým singlem z roku 2014 s názvem „#Selfie“, který obsadil 16. příčku na americké Billboard Hot 100 a 11. příčku na britském žebříčku singlů. Své jméno si také proslavili na singlu „Roses„ který obsadil 6. příčku v US Billboard Hot 100 a "Don't Let Me Down". Pak přišel hit „Closer„ který obsadil 1. příčku v US Billboard Hot 100. Posledními významnými hity jsou "Paris" a "Something Just Like This".
Druhé EP Collage vyšlo v listopadu 2016. Jejich nejnovější album Memories...Do not open bylo vydáno v dubnu 2017.

## O skupině

### Členové

#### Alex Pall
Alexander "Alex" Pall se narodil 16. května 1985. Vyrůstal ve Westchester County, New York. Alexova matka je žena v domácnosti a jeho otec je obchodník s uměním.

#### Andrew Taggart
Andrew Taggart se narodil 31. prosince 1989. Své dětství trávil ve Freeport, Maine. Jeho matka je učitelka. Do elektro hudby se zamiloval ve svých patnácti letech. Obdivoval umělce jako je David Guetta nebo Daft Punk.

#### Matt McGuire
V roce 2017 se k Chainsmokers přidal také australský bubeník Matt McGuire, který se po turné Memories, do not open stal členem kapely.

### Hudební styl
Andrew popsal styl vlastní hudby jako "rozmazání hranic mezi indie, popem, taneční hudbou a hip-hopem". Jejich první singl "Roses" tuto myšlenku potvrdil.

## Kariéra

### Začátky
Skupinu The Chainsmokers zpočátku tvořili DJové Alex Pall a Rhett Bixler, který skupinu po čase opustil. Andrew byl Alexovi představen Adamem Alpertem v roce 2012. Duo DJů, které známe dnes, bylo zformováno téhož roku za pomoci Adama Alperta v New York City. V tu dobu Alex navštěvoval univerzitu New York University obor umělecká historie a hudební byznys. Andrew chodil na univerzitu Syracuse University. Jako první tito umělci tvořili remixy na již existující indie skladby.
V nedávném rozhovoru Alex odtajnil něco málo o vzniku názvu skupiny. Vznik názvu souvisel s Alexovým životem na střední škole, kde užíval návykové látky jako je marihuana.

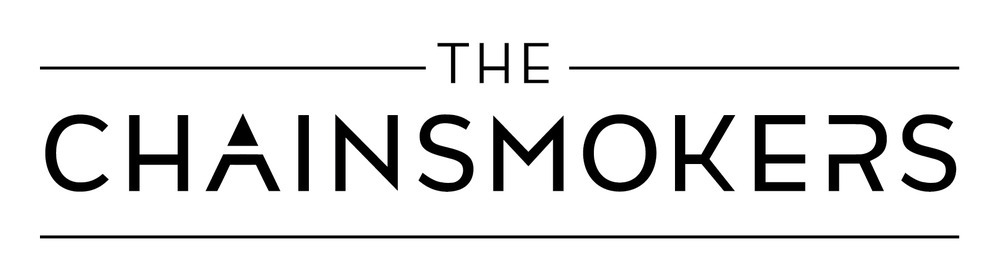
Logo před rokem 2015

### 2013-2014: První vystupování a průlom
První live show tohoto dua byla v Terminal 5, kde vystupovali před skupinou Timeflies. Jeden z jejich nejslavnější singlů "Selfie" byl vydán v prosinci 2013. Alex Pall popisuje tuto píseň jako "život měnící", protože se stala opravdu populární. Po čase podepsali smlouvu s nahrávacím studiem Sony Music Entertainment.

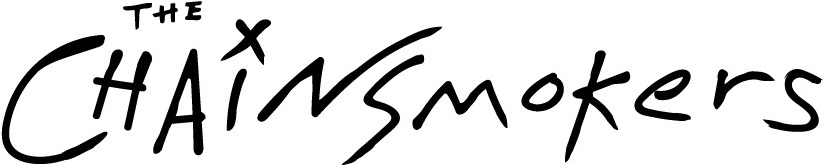
Logo po roce 2015

### 2015–2016: Bouquet a Collage
První vydané album skupiny se jmenuje Bouquet. Na albu můžeme najít písně jako "New York City", "Until You Were Gone", "Waterbed", "Good Intentions" a "Roses". Následně byl vydán singl "Don't Let me Down", na jehož vzniku se podílela i zpěvačka Daya. Na internetu byl poprvé zveřejněn 5. února 2016.
19. března 2016 vystupovala skupina na festivalu Ultra Music Festival.

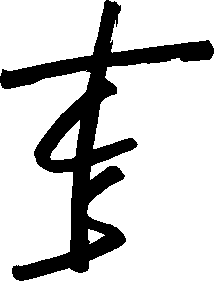
Logo v letech 2018–2021

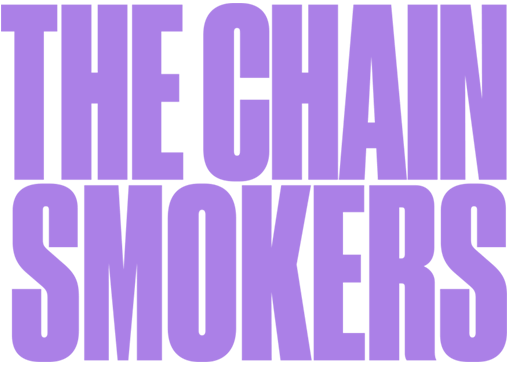
Logo od roku 2022

## Diskografie
- Memories...Do Not Open (2017)
- Sick Boy (2018)
- World War Joy (2019)
- So Far So Good (2022)
- Summertime Friends (2023)